# Црква Светог Василија Острошког на Новом Београду
Црква Светог Василија Острошког налази се на Бежанијској коси, на територији општине Нови Београд.
То је прва црква подигнута на територији Новог Београда после Другог светског рата.
Градња је започела 1996. године, а црква је освећена 2001. године.
Ослањањем на хришћанску традицију и на сјајна остварења старих српских неимара, архитекта Михајло Митровић се определио за облик прастаре хришћанске ротонде, коју прате нижи анекси и високи звоник на западу и тролисна олтарска апсида на истоку. Храм Св. Василија Острошког представља композиционо чврсту и ликовно хомогену целину, остварену модерним конструкционим поступком. Подигнута је прилозима поштовалаца светог Василија Острошког Чудотворца.